# جيمس شو (سياسي أسترالي)
جيمس شو (بالإنجليزية: James Shaw)‏ هو باني ‏ وسياسي بريطاني وأسترالي (وحمل سابقاً جنسية المملكة المتحدة لبريطانيا العظمى وأيرلندا)، ولد في 1846، وتوفي في 1910 في جنوب أستراليا في أستراليا. انتخب Lord Mayor of Adelaide ‏ وقد انضم خلال فترته النيابية  (1888 – 1889) للكتلة البرلمانية مستقل.